# Державин, Михаил Михайлович
Михаи́л Миха́йлович Держа́вин (15 июня 1936, Москва, СССР — 10 января 2018, Одинцово, Московская область, Россия) — советский и российский актёр театра и кино, телеведущий; народный артист РСФСР (1989), заслуженный деятель культуры Польши (1976). С 1967 по 2018 год — артист Московского академического театра сатиры.

## Биография

### Детство и юность
Михаил Державин родился 15 июня 1936 года в Москве. Отец — народный артист РСФСР, один из ведущих актёров Театра имени Е. Б. Вахтангова, Михаил Степанович Державин (Захаров) (25.07.1903—30.07.1951). Мать — Ираида Ивановна Державина (24.01.1916 — 31.12.2000). Дед по отцу — Степан Климович Захаров (1877 — 1941), сёстры — Татьяна (06.09.1941 — 19.05.2014) и Анна.
Михаил Державин рос в доме на улице Вахтангова, в котором жили актёры, художники и музыканты, в соседнем подъезде находилось Театральное училище имени Щукина. Все жившие в этом доме дети не представляли себе иного мира, кроме театра. Все детские игры сосредотачивались вокруг импровизированных театральных подмостков: дети ставили сказки, придумывали декорации, распределяли роли и сами были и актёрами, и зрителями.
В квартиру Державиных часто наведывались в гости знаменитые «вахтанговцы»: Рубен Симонов, Виктор Кольцов, Анатолий Горюнов, Николай Охлопков, Андрей Абрикосов.
После начала Великой Отечественной войны Театр имени Е. Б. Вахтангова, в котором служил Михаил Степанович Державин, был эвакуирован из Москвы в Омск. В эвакуации Миша посещал все спектакли отца, но особенно ему нравился «Фельдмаршал Кутузов». В пять лет он выучил наизусть монолог М. И. Кутузова, читал его в госпитале перед ранеными.

### Актёрская карьера
В 1955 году Михаил Державин поступил на актёрский факультет Высшего театрального училища имени Б. В. Щукина (художественный руководитель курса — Леонид Моисеевич Шихматов, режиссёр-педагог — Иосиф Моисеевич Толчанов), который окончил в 1959 году.
С 1959 года работал в Московском театре имени Ленинского комсомола (ныне — Московский государственный театр «Ленком»).
В 1967 году перешёл в Московский драматический театр на Малой Бронной.
На протяжении пятидесяти лет, с 23 декабря 1967 и до самой смерти в январе 2018 года, служил в труппе Московского академического театра сатиры, где сыграл множество незабываемых ролей.
Всенародную славу и любовь зрителей Михаилу Державину принесла роль пана Ведущего в эстрадно-развлекательной юмористической телепередаче на ЦТ «Кабачок 13 стульев», в которой актёр снимался более тринадцати лет (с 30 апреля 1967 года по 4 октября 1980 года), поставив телевизионный рекорд — принял участие в 140 выпусках этой популярной программы.
В 2017 году вышла автобиографическая книга Михаила Державина «Я везучий. Вспоминаю, улыбаюсь, немного грущу».
С 1946 года, в течение семидесяти двух лет, был другом и с 1957 по 2017 год — постоянным партнёром по эстрадным номерам Александра Ширвиндта (1934—2024). 
В середине 1980-х годов они вместе вели телевизионную программу «Утренняя почта», а с 2013 года — передачу «Хочу знать».

### Смерть
Михаил Державин скончался 10 января 2018 года, на 82-м году жизни, в больнице в Одинцово, после тяжёлой продолжительной болезни. Длительное время актёр страдал от целого комплекса заболеваний, в основном от ишемической болезни сердца и гипертонии.
Соболезнования родным и близким актёра выразили, в числе других, президент России Владимир Путин, председатель Правительства России Дмитрий Медведев, президент Белоруссии Александр Лукашенко, Патриарх Московский и всея Руси Кирилл и мэр Москвы Сергей Собянин.
Прощание с Михаилом Державиным состоялось 15 января 2018 года в Московском академическом театре сатиры. После панихиды в храме Спаса Преображения на Песках прошло отпевание. Похоронен на Новодевичьем кладбище города Москвы, рядом с родителями и сестрой (уч. 2, р. 13).

### Семья
Первая жена (в браке с 1958 по 1960 год) — Екатерина Райкина (род. 15 апреля 1938), заслуженная артистка РСФСР (1976), дочь Аркадия Райкина.
Вторая жена — Нина Будённая (род. 6 сентября 1939), дочь Маршала Советского Союза Семёна Будённого.
Дочь Мария Будённая (род. 1963).
Третья жена (в браке с 6 сентября 1980) — Роксана Бабаян (род. 30 мая 1946), народная артистка РФ (1999).
Сёстры Анна Державина, Татьяна Державина (6 сентября 1941 — 19 мая 2014), художник по тканям.
Племянник — Михаил Владимиров (род. 1976), актёр.

## Творчество

### Роли в театре

#### Московский театр имени Ленинского комсомола(1959 — 1967)
- 1953 — «Чудесная встреча» Л. Е. Черкашиной (режиссёр — А. А. Муатов) — Конь Карагуш, заколдованный джигит (ввод в спектакль)
- 1959 — «Огонь твоей души» А. А. Араксманяна (постановка — Р. Н. Капланян) — молодой муж (ввод в спектакль)
- 1959 — «Незнакомые люди» Льва Устинова (постановка — А. А. Рубб) − Митя
- 1960 — «Опасный возраст» Семёна Нариньяни (постановка — С. Л. Штейн) — Бубусь
- 1960 — «Семья» И. Ф. Попова (постановка — Софья Гиацинтова) — рыбак
- 1960 — «Гамлет из квартиры № 13» А. Вейцлера и А. Мишарина (постановка — О. Я. Ремез) — Алексей
- 1961 — «Чемодан с наклейками» Дм. Угрюмова (постановка — С. Л. Штейн) — Юрий Куницин
- 1962 — «Вам 22, старики!» Э.С. Радзинского, Постановка: С.Л. Штейн, Режиссер: А.А. Ширвиндт — Владимир Лошманов
- 1962 — «Центр нападения умрёт на заре» Агустина Куссани (постановка — Б. Н. Толмазов) — комментатор и репортёр
- 1963 — «Лучше останься мёртвым…» («Человек со звезды») Карла Виттлингера (режиссёр — Алексей Баталов) — доктор / Крумбауэр / Трессер / Сальваторе / Бен
- 1963 — «О Лермонтове…» О. Ремеза и Т. Чеботаревской (постановка — О. Я. Ремез) — Григорий Александрович Печорин, прапорщик
- 1964 — «До свидания, мальчики!» Б. Балтера, В. Токарева (постановка — С. Л. Штейн) — Алёша Переверзев
- 1964 — «104 страницы про любовь» Э.С. Радзинского, Постановка: А.В. Эфроса — Лёва Карцев, штурман
- 1964 — «В день свадьбы» Виктора Розова (режиссёры — А. В. Эфрос, Лев Дуров) — гость на свадьбе, массовка
- 1964 — «Буря в стакане» по пьесе И. М. Дворецкого, Постановка: С.Л. Штейна — Бабушкин
- 1965 — «Снимается кино…» Эдварда Радзинского (постановка — А. В. Эфрос) — киноартист
- 1965 — «Каждому своё» С. Алёшина (режиссёры — А. В. Эфрос, Лев Дуров) — Пистер
- 1966 — «Аттракционы» по А. М. Володину (постановка — Феликс Берман) — ведущий
- 1966 — «Судебная хроника» Якова Волчека (постановка — А. М. Адоскин и А. В. Эфрос) — Полуянов, прокурор

#### Московский академический театр сатиры(1967 — 2018)
- 1964 — «Женский монастырь» В. А. Дыховичного и М. Слоболского (режиссёр — Валентин Плучек) — Прокофьев (ввод в спектакль)
- 1966 — «Дон Жуан, или Любовь к геометрии» Макса Фриша (режиссёр — Валентин Плучек) — слуга (ввод в спектакль)
- 1967 — «Интервенция» Л. И. Славина (режиссёр-постановщик — Валентин Плучек) — Марсиаль, зуав
- 1968 — «Последний парад» А. П. Штейна (режиссёр-постановщик — Валентин Плучек) — Марич
- 1968 — «Банкет» Аркадия Арканова и Григория Горина (режиссёр-постановщик — Марк Захаров) — Елисеев
- 1970 — «У времени в плену» А. П. Штейна (режиссёр-постановщик — Валентин Плучек) — поручик
- 1970 — «Баня» Владимира Маяковского — Велосипедкин
- 1971 — «Обыкновенное чудо» Евгения Шварца (постановка — М. А. Микаэлян, художественный руководитель постановки — Валентин Плучек) — Медведь
- 1971 — «Темп-1929» по Н. Ф. Погодину (режиссёр-постановщик — Марк Захаров) — Ёлкин
- 1972 — «Ревизор» Н. В. Гоголя (режиссёр-постановщик — Валентин Плучек) — Пётр Иванович Бобчинский
- 1973 — «Маленькие комедии большого дома» Аркадия Арканова и Григория Горина (режиссёр-постановщик — Валентин Плучек, режиссёры — Андрей Миронов и Александр Ширвиндт) — Пётр Евгеньевич Печников, дирижёр хора
- 1973 — «Чудак-человек» В. Азерникова (режиссёр — Марк Захаров) — родитель
- 1974 — «Нам — 50» Григория Горина, Александра Ширвиндта (постановка — Валентин Плучек)
- 1975 — «Ремонт» Михаила Рощина (режиссёр-постановщик — Валентин Плучек) — «Красная кепка»
- 1976 — «Горе от ума» А. С. Грибоедова (режиссёр-постановщик — Валентин Плучек) — Сергей Сергеевич Скалозуб, полковник
- 1977 — «Тартюф, или Обманщик» Ж.-Б. Мольера (режиссёр-постановщик — Антуан Витез, Франция) — Тартюф, святоша
- 1977 — «Многоуважаемый шкаф» Евгения Чебалина (режиссёр-постановщик — Марк Розовский) — Арсенюк
- 1978 — «Замшевый пиджак» Станислава Стратиева (режиссёр-постановщик — А. В. Мекке) — Иван Антонов
- 1979 — «Феномены» Григория Горина — Евгений Семёнович Иванов
- 1979 — «Мы, нижеподписавшиеся…» А. И. Гельмана — Семёнов Геннадий Михайлович, член комиссии
- 1980 — «Трёхгрошовая опера» Бертольта Брехта — Браун, шеф лондонской полиции
- 1981 — «Бешеные деньги» А. Н. Островского (режиссёр-постановщик — Андрей Миронов) — Иван Петрович Телятев, неслужащий дворянин
- 1982 — «Самоубийца» Н. Р. Эрдмана (режиссёр-постановщик — Валентин Плучек) — Виктор Викторович, писатель
- 1982 — «Концерт для театра с оркестром» Григория Горина и Александра Ширвиндта (режиссёр-постановщик — Александр Ширвиндт)
- 1984 — «Вишнёвый сад» А. П. Чехова (режиссёр-постановщик — Валентин Плучек) — Семён Пантелеевич Епиходов, конторщик
- 1984 — «Прощай, конферансье!» Григория Горина (режиссёр-постановщик — Андрей Миронов) — Николай Буркини
- 1985 — «Молчи, грусть, молчи…» Александра Ширвиндта (режиссёр-постановщик — Александр Ширвиндт)
- 1985 — «Бремя решения» Ф. М. Бурлацкого (режиссёры-постановщики — Валентин Плучек, Ю. А. Калантаров) — Роберт Макнамара
- 1986 — «Рыжая кобыла с колокольчиком» И. П. Друцэ — ответственный, член Особой комиссии
- 1988 — «Страсти Черноморья» Фазиля Искандера (режиссёр-постановщик — Александр Ширвиндт) — Михаил Вахтангович, директор кофейни
  - 1995 — «Поле битвы после победы принадлежит мародёрам» Эдварда Радзинского (режиссер - Андрей Житинкин, премьера — 28 февраля 1995 года) — Цукерман
- 1997 — «Счастливцев-Несчастливцев» Григория Горина (режиссёр — Сергей Арцибашев) — Счастливцев
- 1999 — «Привет от Цюрупы», театральная фантазия по одноимённому рассказу Фазиля Искандера (режиссёр — Сергей Коковкин; премьера — 11 ноября 1999 года) — американец
- 2001 — «Андрюша» (спектакль-обозрение, посвящённый Андрею Миронову) Аркадия Арканова и Александра Ширвиндта
- 2001 — «Орнифль» Жана Ануя (режиссёр — Сергей Арцибашев; премьера — 14 сентября 2001 года) — Маштю
- 2002 — «Таланты и поклонники» А. Н. Островского — Мартын Прокофьич Нароков, помощник режиссёра и бутафор, старик
- 2004 — «Швейк, или Гимн идиотизму» Ярослава Гашека — генерал Пуркрабек
- 2004 — «Нам всё ещё смешно» (ревю, посвящённое 80-летнему юбилею театра)
- 2014 — «Грустно, но смешно» С. Плотова, Вадима Жука, Александра Ширвиндта (постановка — Александр Ширвиндт, Юрий Васильев; премьера — 1 октября 2014 года)

### Фильмография
| Год  |     | Название                                    | Роль                                                                          |
| ---- | --- | ------------------------------------------- | ----------------------------------------------------------------------------- |
| 1953 | ф   | Арена смелых                                | униформист (нет в титрах)                                                     |
| 1954 | ф   | Аттестат зрелости                           | старшеклассник (нет в титрах)                                                 |
| 1956 | ф   | Разные судьбы                               | Костя, студент на собрании (нет в титрах)                                     |
| 1956 | ф   | Они были первыми                            | Евгений Горовской, студент и поэт                                             |
| 1964 | ф   | Сон                                         | Карл Брюллов, русский художник                                                |
| 1964 | ф   | Лушка                                       | Кирилл                                                                        |
| 1965 | ф   | Лебедев против Лебедева                     | Борис Грановский                                                              |
| 1967 | ф   | Спасите утопающего                          | Квадрачек, иностранный турист с кинокамерой                                   |
| 1968 | ф   | На Киевском направлении                     | Василий Иванович Тупиков, генерал-майор, начальник штаба Юго-Западного фронта |
| 1973 | ф   | Эффект Ромашкина                            | Вадим Павлович Баламутников, помощник профессора Занозова                     |
| 1975 | ф   | Ар-хи-ме-ды!                                | камео                                                                         |
| 1979 | тф  | Трое в лодке, не считая собаки              | Джордж                                                                        |
| 1979 | тф  | Поездка через город                         | Эдуард Матвеевич Митрушкин                                                    |
| 1979 | кор | Любовь под псевдонимом                      | Эдуард Матвеевич Митрошкин                                                    |
| 1980 | тф  | Следствие ведут ЗнаТоКи. Ушёл и не вернулся | Илья Петрович Валетный, сотрудник отдела технического контроля фабрики        |
| 1984 | ф   | Вместе с Дунаевским                         | камео                                                                         |
| 1987 | ф   | Джамайка                                    | Заботин, артист                                                               |
| 1990 | ф   | Бабник                                      | Михаил Дмитриевич, шеф Аркадия                                                |
| 1990 | ф   | Моя морячка                                 | Михаил Михайлович Гудков, отдыхающий                                          |
| 1991 | ф   | Чокнутые                                    | Фаддей Венедиктович Булгарин, русский писатель                                |
| 1991 | ф   | Настоящий мужчина                           | Имя персонажа не указано                                                      |
| 1992 | ф   | Новый Одеон                                 | диспетчер лифтов / официант / прохожий / оберштурмбаннфюрер Брюннер           |
| 1994 | ф   | Жених из Майами                             | дядя Миша                                                                     |
| 1994 | ф   | Третий не лишний                            | челнок                                                                        |
| 1996 | тф  | Старые песни о главном 2                    | пан Ведущий                                                                   |
| 1996 | ф   | Импотент                                    | Михаил Михайлович                                                             |
| 1998 | ф   | Примадонна Мэри                             | Михаил Михайлович, владелец фирмы «Фокус-интернешнл»                          |
| 1998 | ф   | Ночной визит                                | Михаил                                                                        |
| 2000 | ф   | Агент в мини-юбке                           | Александр Николаевич                                                          |
| 2000 | ф   | Старые клячи                                | секретарь райкома по идеологии                                                |
| 2007 | тф  | Карнавальная ночь 2, или 50 лет спустя      | игрок на ложках                                                               |
| 2012 | ф   | Мексиканский вояж Степаныча                 | полковник                                                                     |
| 2015 | ф   | Криминальный блюз                           | дядя Миша                                                                     |

#### Телеспектакли
| Год  |     | Название                         | Роль                                            |
| ---- | --- | -------------------------------- | ----------------------------------------------- |
| 1959 | тсп | Город на заре                    | комсомолец-строитель из хора (нет в титрах)     |
| 1962 | тсп | Интервью у весны                 | Юра Куницын                                     |
| 1965 | тсп | Лучше останься мёртвым           | доктор / Крумбауэр / Трессер / Сальваторе / Бен |
| 1965 | тсп | Три вакансии для светил          | участвовал                                      |
| 1966 | тсп | Наедине с Большой медведицей     | Миша                                            |
| 1966 | тсп | Театральные встречи БДТ в Москве | камео                                           |
| 1967 | тсп | Митя                             | Сергей Васильевич Самородов, помощник министра  |
| 1969 | тсп | Швейк во Второй мировой войне    | Прохазка, сын хозяина мясной лавки              |
| 1971 | тсп | Женский монастырь                | участвовал                                      |
| 1971 | тсп | Когда море смеётся               | Джонни Этвуд                                    |
| 1974 | тсп | Бенефис Савелия Крамарова        | камео                                           |
| 1974 | тсп | Маленькие комедии большого дома  | Печников, руководитель хорового кружка          |
| 1975 | тсп | Бенефис Ларисы Голубкиной        | Фредди                                          |
| 1977 | тсп | Кто есть кто?                    | Андрей Андреевич Щукин                          |
| 1980 | тсп | У времени в плену                | поручик                                         |
| 1982 | тсп | Ревизор                          | Бобчинский                                      |
| 1989 | тсп | Самоубийца                       | Виктор Викторович                               |
| 2001 | тсп | Андрюша                          | участник                                        |
| 2003 | тсп | Счастливцев - Несчастливцев      | Счастливцев                                     |
| 2004 | тсп | Привет от Цурюпы                 | Американец                                      |
| 2009 | тсп | Ханума                           | князь Вано Пантиашвили                          |

### Озвучивание мультфильмов
| Год  |    | Название                    | Роль              |
| ---- | -- | --------------------------- | ----------------- |
| 1967 | мф | Колумб причаливает к берегу | Аллен             |
| 1985 | мф | Брэк!                       | коричневый тренер |

### Телевидение
- 1962 — КВН (со Светланой Дружининой)
- 1967—1980 — «Кабачок 13 стульев» — пан Ведущий[7][8]
- 1968 — «Семь нас и джаз»
- 1984, 1988 — «Голубой огонёк»
- 1985 — «Утренняя почта» (с Александром Ширвиндтом)[8]
- 1989 — «Женщина всегда права» («Голубой огонёк» к 8 марта 1989 года)
- 2013 — «Хочу знать» (с Александром Ширвиндтом)[8]

### Радио
- 1985 — «Мёртвая зона», радиопостановка по роману Стивена Кинга («Гостелерадиофонд»).

### Грампластинки
- 1989 — «Счастливый день» (фирма «Мелодия», сказки Михаила Пляцковского) — рассказчик, актёр (с Александром Ширвиндтом)

## Признание и награды
Почётные звания:
- Заслуженный артист РСФСР (16 октября 1974) — за заслуги в области советского театрального искусства[23]
- Заслуженный деятель культуры Польши (1976)
- Народный артист РСФСР (1 июня 1989) — за большие заслуги в области советского театрального искусства[24]

Ордена:
- орден Дружбы (13 июня 1996) — за заслуги перед государством и многолетний добросовестный труд[25]
- орден «За заслуги перед Отечеством» IV степени (29 мая 2006) — за большой вклад в развитие театрального искусства и многолетнюю творческую деятельность[26]
- орден «За заслуги перед Отечеством» III степени (12 июня 2011) — за большой вклад в развитие театрального и кинематографического искусства[27]
- орден Почёта (18 мая 2017) — за большой вклад в развитие отечественной культуры и искусства, средств массовой информации, многолетнюю плодотворную деятельность[28].

## Память
Творчеству и памяти актёра посвящены документальные фильмы и телепередачи:
- «Михаил Державин. „Тот ещё моторчик!“» («Первый канал», 2011)[29]
- «Михаил Державин. „Мне всё ещё смешно“» («ТВ Центр», 2011)[30]
- «Михаил Державин. „Во всём виноват Ширвиндт!“» («Первый канал», 2016)[31][32]
- «Ширвиндт и Державин. „Короли и капуста“» («ТВ Центр», 2020)[33]
- «Михаил Державин. „Во всём виноват Ширвиндт“» («Первый канал», 2021)[34].